# تد اندرسون
تد اندرسون (انگلیسی: Ted Anderson; ۱۷ ژوئیهٔ ۱۹۱۱ – ۲۳ مارس ۱۹۷۹) بازیکن فوتبال اهل بریتانیا بود.
از باشگاه‌هایی که در آن بازی کرده‌است می‌توان به باشگاه فوتبال وستهام یونایتد، باشگاه فوتبال ترانمره راورز، باشگاه فوتبال تورکی یونایتد، باشگاه فوتبال ولورهمپتون واندررز، باشگاه فوتبال اورتون، و باشگاه فوتبال وورکساپ تاون اشاره کرد.